# Avimaia schweitzerae
Avimaia schweitzerae — викопний вид енанціорнісових птахів, що існував у крейдовому періоді, 115 млн років тому.

## Історія відкриття
Рештки птаха знайдені у 2006 році у відкладеннях формації Сягоу поблизу селища Чанма у провінції Ганьсу на півночі Китаю. Було виявлено задню частину скелета (тазовий пояс та задні кінцівки) з відбитками пір'я та яєчною шкаралупою. Яйце на момент загибелі птаха знаходилося всередині тіла. Череп та передня частина тіла невідомі. На основі решток у 2019 році міжнародною командою палеонтологів описано вид Avimaia schweitzerae.

### Назва
Назва роду Avimaia перекладається з грецької мови як «птах-мати». Видова назва schweitzerae вшановує американську палеонтологиню Мері Гігбі Швейцер.

## Опис
Невеликий літаючий птах завдовжки до 20 см.

### Яйце
Яйце досить добре збереглося. Виявлено не тільки шкаралупу, а й сліди білкової мембрани, яка покриває шкаралупу в процесі дозрівання яйця. Дослідники помітили, що шкаралупа складається з 4-6 шарів замість трьох — так буває, коли птах через травму або стрес не відкладає яйце вчасно. Зайві шари призводять до удушення зародка, а сам птах часто гине. Ймовірно, так сталося і з Avimaia schweitzerae.